# پارک ملی پامیر
پارک ملی پامیر (که با نام‌های پامرسکی، پامیرسکی و پارک ملی تاجیکستان نیز شناخته می‌شود) یک پارک ملی وذخیره‌گاه طبیعی است که در شرق کشور تاجیکستان قرار دارد. این پارک در سال ۱۹۹۲ بنیان نهاده شد. در سال ۲۰۰۸، پارک ملی پامیر برای ثبت شدن به عنوان میراث جهانی یونسکو به این سازمان معرفی شد. این درخواست در سال ۲۰۱۳ پذیرفته شد.

## نگارخانه

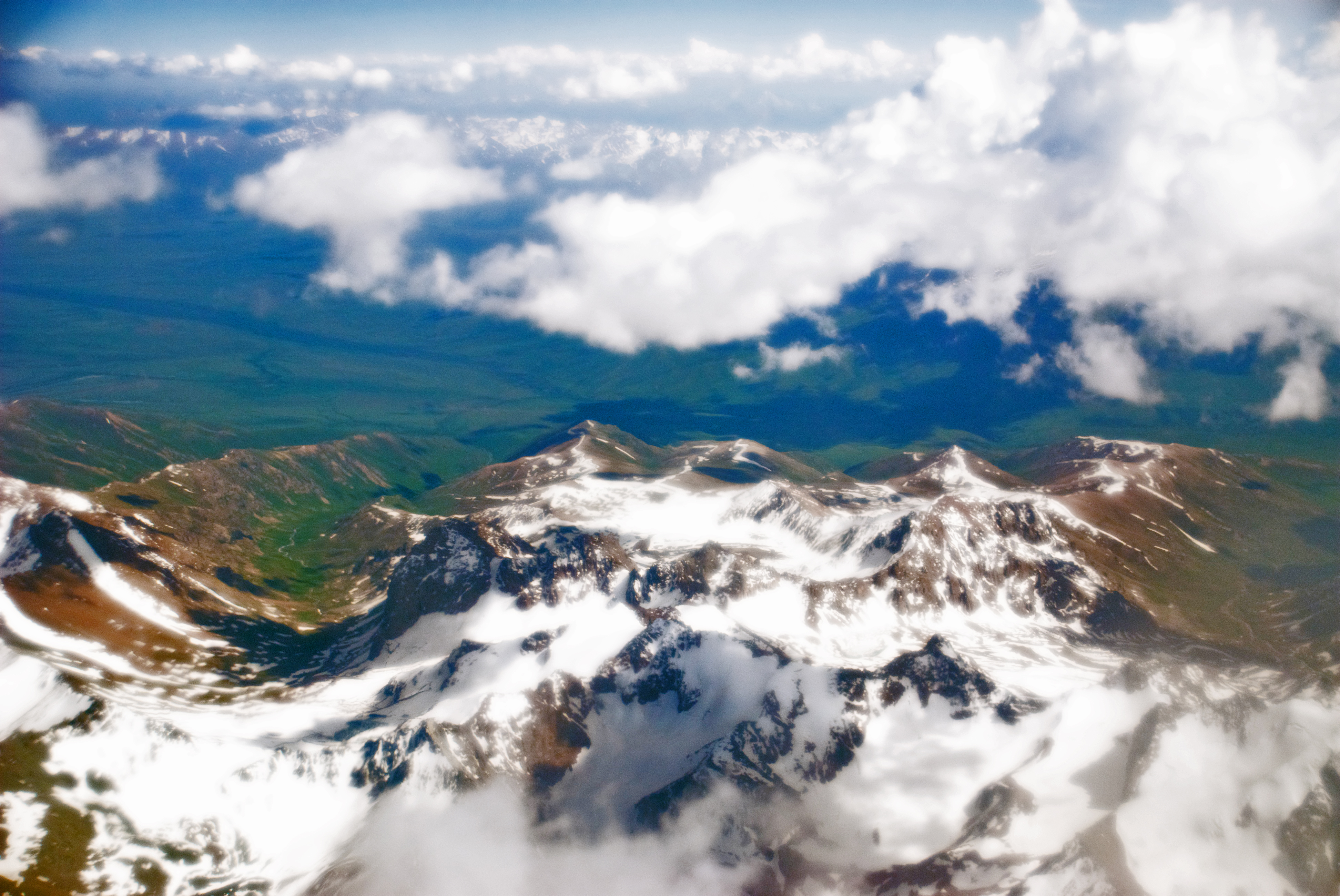